# 小阿格里皮娜

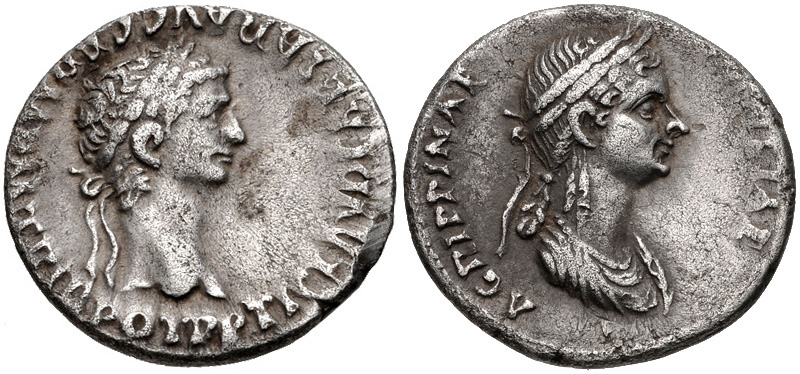
皇后阿格里皮娜和皇帝克勞狄一世的第納里烏斯（硬幣），鑄造於公元50-54年。

朱莉婭·阿格里皮娜（拉丁語：Julia Agrippina，15年11月6日—59年3月23日），也被稱為小阿格里皮娜（英語：Agrippina the Younger），是一位羅馬帝國皇后。她是克勞狄一世的侄女和第四任妻子，也是尼祿的母親。
她是儒略-克勞狄王朝地位最顯赫的女性之一，她的父親是羅馬將軍日耳曼尼庫斯，第二任羅馬皇帝提比略統治下的羅馬帝國的法定繼承人；她的母親是大阿格里皮娜，第一任羅馬皇帝奧古斯都的外孫女，她亦是第三任羅馬皇帝卡利古拉的妹妹。
阿格里皮娜皇后通過強大的政治關係在帝國事務中擔任幕後顧問。她操縱尼祿（她與第一任丈夫阿赫諾巴爾比的兒子）取得繼承權。克勞狄一世意識到她的陰謀，但於54年去世。阿格里皮娜在尼祿皇帝統治的早期發揮了舉足輕重的影響，但在59年被兒子尼祿殺害。
古代和現代的資料都將阿格里皮娜的個性描述為冷酷、野心勃勃、暴力和霸道。從外表上看，她是一個美麗而有名望的女人。根據老普林尼的說法，她的右上顎有一個雙尖牙，這是好運的象徵。許多古代歷史學家指責阿格里皮娜毒害了她的丈夫克勞狄，儘管細部情節等各不相同。 